# Marienfenster 2 (Évreux)

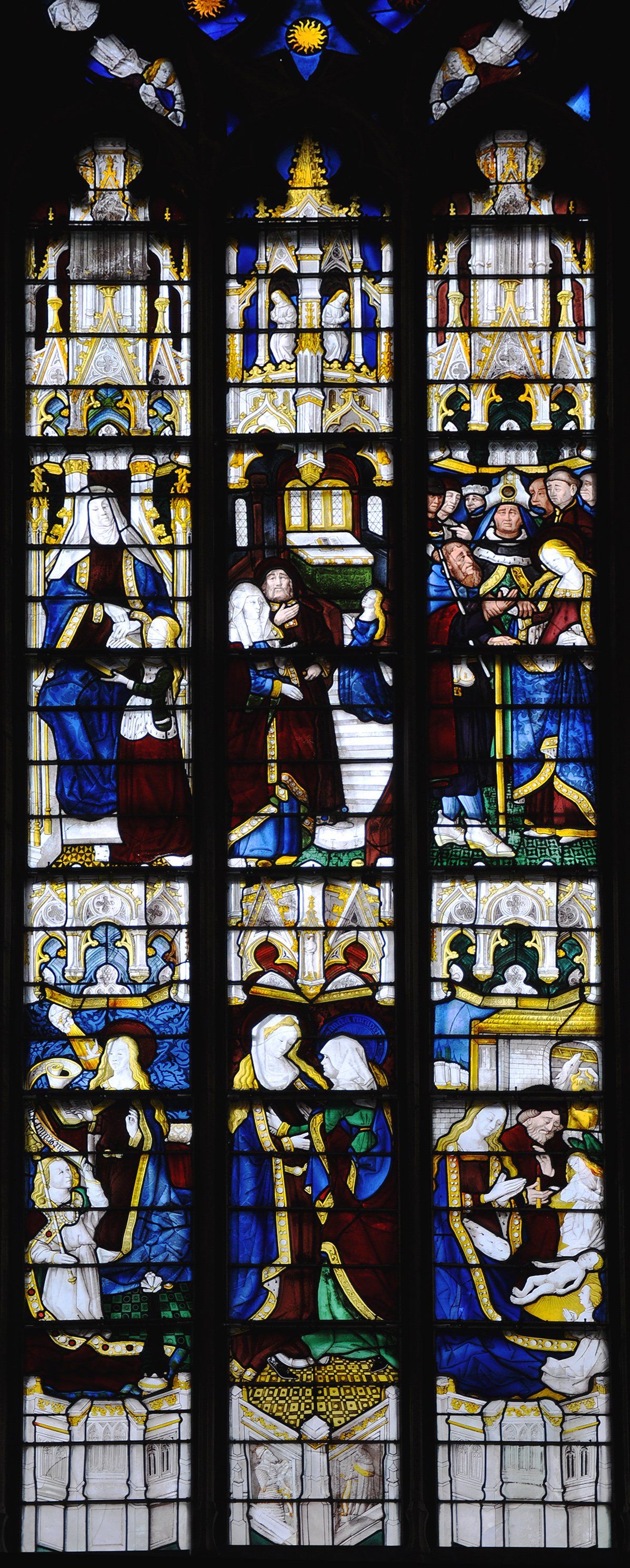
Marienfenster 2 in Évreux (Maßwerk abgeschnitten)

Das Marienfenster 2 in der Kathedrale Notre-Dame von Évreux, einer französischen Stadt im Département Eure in der Normandie, wurde von 1467 bis 1469 geschaffen. Das Bleiglasfenster wurde 1862 als Monument historique zusammen mit dem Kirchenbau in die Liste der Baudenkmäler in Frankreich aufgenommen.
Das circa 5,80 Meter hohe und circa zwei Meter breite Fenster Nr. 1 im Chor wurde von einer unbekannten Werkstatt geschaffen. Es wurde 1897 vom Atelier Duhamel-Marette restauriert.
Das Fenster mit Szenen aus dem Leben Mariens wurde von König Ludwig XI. gestiftet. Oben von links nach rechts: Unterweisung Mariens, Präsentation im Tempel und Heirat mit Josef. Unten von links nach rechts: Verkündigung, Heimsuchung und Geburt Jesu.
Im Maßwerk kniet Gideon vor dem Vlies und wird von einem Engel umgeben.